# Machar (Heiliger)
Machar war ein irischstämmiger Mönch und Missionar der iroschottischen Kirche, der im 6. Jahrhundert vor allem in Schottland tätig war.
Machar, der Legende nach ein irischer Adliger, wurde durch Bischof Colman getauft. Zusammen mit Kolumban „dem Älteren“ gelangte er zuerst auf die Insel Iona und trieb später auf der Insel Mull und vor allem in der Gegend um Aberdeen die Missionierung piktischer Stämme voran. Fälschlicherweise wird Machar oftmals auch als erster Bischof der Diözese Aberdeen, deren Ursprung jedoch bei Dufftown ist, bezeichnet. Einen Bischof gab es jedoch erst um das Jahr 1000. In jüngster Zeit wird auch die Behauptung aufgestellt, dass Machar und der heilige Mungo ein und dieselbe Person seien.
Die St Machar’s Cathedral in der Altstadt von Aberdeen führt ihre Gründung auf Machar, im Jahr 580, zurück und ist deshalb auch nach ihm benannt.